# Edgar Bauer
Edgar Bauer (* 7. Oktober 1820 in Charlottenburg; † 18. August 1886 in Hannover) war ein politisch-philosophischer Schriftsteller und Aktivist. Er publizierte auch unter dem Pseudonym Martin von Geismar und Radge.

## Leben
Edgar Bauer, der elf Jahre jüngere Bruder des neben Ludwig Feuerbach bedeutendsten Junghegelianers Bruno Bauer, studierte zunächst Theologie, dann Rechtswissenschaft an der Friedrich-Wilhelms-Universität zu Berlin. Er brach sein Studium 1842 ab und entfaltete als freier Schriftsteller eine umfangreiche publizistische Tätigkeit, so u. a. als Mitarbeiter der Rheinischen Zeitung. Wegen seines Buches Der Streit der Kritik mit Kirche und Staat wurde er 1843 zu vier Jahren Festungshaft in Magdeburg verurteilt. Nach seiner Entlassung beteiligte er sich in Berlin an den Kämpfen der Märzrevolution 1848.
Anfang 1849 ging Bauer nach Hamburg. Später lebte er unter falschem Namen in Altona und arbeitete ab 1851 als Redakteur für die Altonaer Zeitung, die im Schleswig-Holsteinischen Krieg auf Seiten Dänemarks stand. Auf der Flucht vor der preußischen Polizei gelangte er über Kopenhagen nach London. Dort traf er oft Karl Marx, den er von Berlin her kannte. Das Verhältnis zwischen den beiden war jedoch nicht sehr gut. Jenny Marx schrieb in einem Brief an Friedrich Engels im August 1857: „Vor ein paar Abenden war der Clown Edgar Bauer bei uns; der ist aber wirklich ohne Lebertran zu einem Stockfisch geworden, der dabei noch geistreich sein will. Die Efforts waren so schrecklich, dass ich beinahe ohnmächtig, Karl aber nicht figürlich, sondern wirklich zum Brechen kam“.
Bauer war in seiner Londoner Zeit als Informant für die dänischen Behörden tätig und verfasste zwischen November 1852 und Mai 1861 mehr als hundert Berichte über politische Aktivitäten von Emigranten. Im September 1856 distanzierte er sich ausdrücklich von der revolutionären Bewegung: „Ich bin dem Gange der Demokratie gefolgt, ich habe diese Vorkämpfer der Freiheit erst mürrisch, dann verstockt, dann in ihren Berechnungen fast kindisch werden sehen, bis hier eine Phrase, dort ein Grundsatz, dort ein Zukunftscalcül wie dürre Blätter von ersterbendem Baume abfielen und am Ende nichts übrig blieb als Unsicherheit, Schwankung, geistiger Jammer“.
Die Amnestie von 1861 erlaubte es ihm, nach Deutschland zurückzukehren. Er lebte zunächst als Redakteur in Berlin, gründete 1870 in Altona die konservativen Kirchlichen Blätter. Eine Zeitschrift für christliche Freiheit und christliches Recht, die in seinem Verlag und unter seiner Redaktion – anfangs in Zusammenarbeit mit Bischof Koopmann – bis März 1872 erschienen, und ging dann nach Hannover, wo er publizistisch für die protestantischen Anhänger des 1866 durch Preußen abgesetzten Welfenhauses wirkte. Nachdem Bauer 1884 durch einen Schlaganfall gelähmt worden war, verstarb er am 18. August 1886 an einem Herzinfarkt.
Edgar Bauer war mit Albertine Michaelis (* 1819 in Berlin) seit 1851 in London verheiratet. Er hatte fünf Kinder, darunter Anntonie (* 1850 Ottensen) und William.

## Werk
Bauers frühe Schriften sind so von Freiheitsdrang beseelt, dass Max Nettlau, der Historiker des Anarchismus, ihn avant la lettre in die Ahnenreihe des Anarchismus gestellt hat.  Schon früher hatte Gustav Landauer den jungen Edgar Bauer als den Mann bezeichnet, „der den Anarchismus für Deutschland eigentlich begründete“, und einen verschollenen Text von ihm veröffentlicht. Nach 1848 entwickelte er sich vom vormärzlichen Revolutionär zum „staatstragenden“ Bürger.
Sein Nachlass befindet sich im Archiv der sozialen Demokratie in Bonn.

## Schriften
- Bruno Bauer und seine Gegner. Jonas, Berlin 1842
- (Edgar Bauer / Friedrich Engels): Die frech bedräute, jedoch wunderbar befreite Bibel. Oder: der Triumph des Glaubens. Das ist: Schreckliche, jedoch wahrhafte und erkleckliche Historia von dem weiland Licentiaten Bruno Bauer; wie selbiger vom Teufel verführet, vom reinen Glauben abgefallen, Oberteufel geworden und endlich kräftiglich entsetzet ist. Christliches Heldengedicht in vier Gesängen. Heß, Neumünster bei Zürich 1842. MDZ Reader
- Geschichte Europas seit der ersten französischen Revolution (von Archibald Alison). In: Deutsche Jahrbücher für Wissenschaft und Kunst, 14./15./16. Dezember 1842, S. 1185–1195; Nachdruck in: Heinz und Ingrid Pepperle (Hrsg.): Die Hegelsche Linke; Leipzig: Philipp Reclam jun. 1985, S. 522–546
- Der Streit der Kritik mit Kirche und Staat. Egbert Bauer, Charlottenburg 1843 gekürzter Nachdruck in: Heinz und Ingrid Pepperle (Hrsg.): Die Hegelsche Linke; Leipzig: Philipp Reclam jun. 1985, S. 579–712 Digitalisat
- Die Censur-Instruction vom 31. Januar 1843. Otto Wigand, Leipzig 1843 Digitalisat
- Streit der Kritik mit den modernen Gegensätzen. Mit Beiträgen von Bruno Bauer, Edgar Bauer, Ernst Jungnitz, Szelige u.a.[9] Digitalisat
- Denkwürdigkeiten zur Geschichte der neuern Zeit, 12 Hefte; 1843–1844 (mit Bruno Bauer) Digitalisat; Digitalisat; Digitalisat
- Die Geschichte der konstitutionellen Bewegungen im südlichen Deutschland während der Jahre 1831–34, 3 Bände. Egbert Bauer, Charlottenburg 1845
- Die Kunst der Geschichtsschreibung und Herrn Dahlmanns Geschichte der französischen Revolution. Falckenber, Magdeburg 1846
- Martin von Geismar: Bibliothek der deutschen Aufklärer der achtzehnten Jahrhunderts. 5 Teile in 1 Band. Vereins-Verlagsbuchhandlung, Leipzig 1846–1847
- Ueber die Ehe. Die Ehe im Sinn des Luthertums. Otto Wigand, Leipzig 1847
- Der Mensch und die Ehe vor dem Richterstuhle der Sittlichkeit. Von W. Marr In: Die Epigonen. Fünfter Band (1848), S. 317–343
- Reflections on the Integrity of the Danish Monarchy. Wertheim and Macintosh, London 1857
- Englische Freiheit. Otto Wigand, Leipzig 1857 Digitalisat
- Schleswig. Werthein, Macintosh and cHunt. London 1861
- Das Herzogthum Holstein und seine Rechte. Eine Denkschrift für die holsteinische Stände-Versammlung. Von einem Preußen. Heinicke, Berlin 1863
- Die Deutschen und ihre Nachbarn. Hamburg 1870 in keiner Bibliothek nachgewiesen. Gamby, S. 69.
- Friedenslieder. Altona 1871 (2. Aufl. 1871)
- Das Teutsche Reich in seiner geschichtlichen Gestalt. Zuhleich ein Beitrag zur Prüfung des Ursprungs der Teutschen, Cherusker, Kelten und Slaven. Bauer, Altona 1872
- Die Wahrheit über die Internationale. Bauer, Altona 1872
- Artikel V, der deutsche Gedanke und die dänische Monarchie. Bauer, Altona 1873
- Sprachlehre. Erste Stufe. Bauer, Hannover 1874
- Der Freimaurerbund und das Licht. Bausteine zur Geschichte der Loge und der religiösen Sage. Bauer, Hannover 1877
- Zwei Ordensskizzen. I. Die Independent Odd-Fellows Englands und Amerikas. II. Gotthold Ephraim Lessing als Ordensbruder. E. Grimm, Leipzig 1881
- Der Magus des Nordens. Novelle. E. Grimm, Leipzig 1882
- Das Capital und die Capitalmacht. Grundsätze und Thatsachen zum Verständnis der socialen Frage. E. Grimm, Hannover 1884 (2. Aufl. 1888)
- Edgar Bauer. Konfidentenberichte über die europäische Emigration in London 1852 – 1861. Hrsg. v. Erik Gamby. Texte bearbeitet von Margret Dietzen und Elisabeth Neu. Trier 1989 ISBN 3-926132-06-X (Schriften aus dem Karl-Marx-Haus Heft 38)